# Sugarbunnies
Sugarbunnies (シュガーバニーズ?, Shugābanīzu) è un duo di conigli creato dalla Sanrio nel 2004. Si chiamano Bianco e Nero e sono specializzati nell'arte della pasticceria. Dopo il successo di questo franchise, la Sanrio ha creato altri conigli; ognuno specializzato in un preciso lavoro. Essi vivono tutti nel magico mondo dei conigli dove ogni cosa ha un suo gemello. Da questo franchise, sono state prodotte tre serie anime ed un manga. Le serie animate sono dirette da Hiroshi Kugimiya e co-prodotte da Asahi Production e Toei Animation. In Giappone, le tre serie sono andate in onda su TV Tokyo e Kids Station dal 2007 al 2009.
In Italia le prime due serie sono state pubblicate per l'home-video da Dynit. La seconda serie è andata in onda sul canale satellitare DeA Kids nel gennaio 2010. Invece la prima serie è andata in onda su Ka-Boom durante le prove tecniche del canale dal 3 luglio 2013 e a seguire le repliche della seconda serie.

## Trama

### Sugarbunnies
Un giorno, 14 coniglietti vengono trasportati dal loro mondo, Bunnies Field, al mondo degli umani per completare la missione affidata loro dalle due regine. Giunti sulla Terra, incontrano e fanno amicizia con Sophia e, col proseguire della storia, con i suoi amici ed i loro genitori. Gli Sugarbunnies aiutano i loro nuovi amici in vista della gara dei pasticceri dimenticandosi la loro missione: trovare ciò che è importante. Dopo un anno arrivano le Regine e gli Sugarbunnies scoprono di aver già ottenuto quello che gli mancava: lo spirito di collaborazione. E così gli Sugarbunnies ritornano a casa salutando i loro amici umani.

### Sugarbunnies: Chocolat!
Gli Sugarbunnies ricevono una lettera di Sophia e ottengono il permesso di ritornare nel mondo degli umani. Nel corso di un party Jean Vigot rivela l'identità segreta degli Sugarbunnies all'intera città; gli abitanti sono sorpresi ma si rivelano essere tutti degli adulti sognatori. Questo permette ai conigli di muoversi liberamente per la città, tuttavia il tempo passa in fretta e questa volta gli Sugarbunnies sono intenzionati a non tornare a casa.

## Personaggi

Logo di Sugarbunnies: Chocolat! Da in alto a sinistra: Latte, Cappuccino, Macchia, Menta, Pesca, Fiore, Bianco, Nero, Fragola, Mirtillo, Blu, Bluorecchie, Grano e Panda

### Abitanti di Bunnies Field

#### Sugarbunnies
- Bianco (しろうさ?, Shirōusa) e Nero (くろうさ?, Kurōusa) sono rispettivamente sorella e fratello. Sono due conigli specializzati nel creare deliziosi dolcetti nonché protagonisti del franchise. La loro frase ricorrente è "Di certo andrà tutto per il meglio" (きっとうまくいくよ?, Kitto umaku iku yo). Bianco ha una colorazione bianca con un papillon rosa mentre Nero ha una colorazione marrone scuro.
- Fiore (はなうさ?, Hanausa) e Pesca (ももうさ?, Momousa) sono due sorelle gemelle fioriste specializzate nel coltivare e prendersi cura dei fiori. Dopo aver conosciuto meglio Francoise si trasferiscono a casa sua. Fiore è gialla con un fiore sul capo mentre Pesca è rosa con un fiocco sul capo. Pesca ha una cotta per Bianco.
- Fragola (ストロベリーうさ?, Sutoroberīusa) e Mirtillo (ブルーベリーうさ?, Burūberīusa) sono due sorelle gemelle specializzate nella produzione di diversi tipi di marmellate. Dopo aver conosciuto meglio Francoise si trasferiscono a casa sua. Fragola ha una colorazione rosa e indossa una spilla a forma di fragola mentre Mirtillo ha una colorazione viola e indossa una spilla a forma di mirtillo.
- Macchia (ぷちうさ?, Buchiusa) e Menta (ミントうさ?, Mintousa) sono rispettivamente fratello e sorella specializzati nella produzione del gelato. Dopo aver conosciuto meglio Maroune si trasferiscono a casa sua. Macchia ha la stessa colorazione di un cane dalmata mentre Menta è di colore verde.
- Bluorecchie (あおみみうさ?, Aomimiusa) e Blu (あおうさ?, Aousa) sono rispettivamente sorella e fratello specializzati nella produzione di caramelle e bicchieri. Dopo aver conosciuto meglio il padre di Maroune, che fa il vetraio, si trasferiscono a casa sua. Bluorecchie ha le orecchie azzurre mentre Blu ha una colorazione bluastra.
- Latte (ラテうさ?, Rateusa) e Cappuccino (カプチーノうさ?, Kapuchīnousa) sono due fratelli gemelli specializzati nella produzione di caffè. Dopo aver conosciuto meglio Pierre si trasferiscono a casa sua. Latte ha una colorazione giallognola mentre Cappuccino è marrone.
- Grano (こむぎうさ?, Komugiusa) e Panda (ぱんだうさ?, Pandausa) sono due fratelli gemelli specializzati nella produzione del pane. Dopo aver conosciuto meglio Pierre si trasferiscono a casa sua. Grano è giallo scuro mentre Panda ha una colorazione simile a quella del panda.
- Regina (女王シュクレ?, Joou Shukure) e Regina (女王アール?, Joou Airu) sono due sorelle che governano Bunnies Field. Non vengono mai menzionati i loro veri nomi, i personaggi le chiamano sempre Regine. Shukure è rosa con una tiara argentea mentre Airu è gialla con una tiara aurea.

#### Sugarbunnies: Chocolat!
In questa serie è stato aggiunto l'appellativo bunny dopo il nome dei conigli.
- Viaggiobunny (バレエうさ?, Barēusa) e Ventobunny (プリマうさ?, Purimausa) sono rispettivamente sorella e fratello. Sono due conigli specializzati nell'organizzare viaggi intorno al mondo. A causa di un litigio con le Regine non fanno più ritorno a casa e adesso vagano per il mondo celando la loro identità. Viaggiobunny ha una colorazione gialla e indossa una sciarpa arancione mentre Ventobunny è grigio con un mantello viola.
- Astragalobunny e Trifogliobunny sono due sorelle gemelle. Fanno la loro prima apparizione nei sogni di Sophia nell'episodio 16. Con i loro poteri magici sono in grado di entrare nei sogni altrui. Astragalobunny ha una colorazione gialla mentre Trifogliobunny è verde.
- ♠bunny, ♣bunny, ♥bunny e ♦bunny sono tutte sorelle gemelle al servizio delle Regine e indossano un costume da cameriera. ♠bunny è di colore viola, ♣bunny è di colore verde, ♥bunny è di colore rosa e ♦bunny è di colore arancione.

#### Sugarbunnies: Fleur
- Cacao (カカオ?, Kakao) e Vanilla (バニラ?, Banira) sono rispettivamente fratello e sorella . Sono due topolini che vivono a Mouse Field, vicino Bunnies Field. I due diventano apprendististi di Bianco e Nero con cui hanno fatto amicizia. Il loro sogno è quello di creare un castello di cioccolato. Cacao è un topo verde con un cappello marrone a forma di coniglio mentre Vanilla è una topolina rosa con un cappello bianco a forma di coniglio.

### Personaggi umani
Alcuni nomi sono diversi tra la prima e la seconda serie (es. Dilla e Deeya)
- Sophia Cherbourg (ソフィア・シェルブール?, Sofia sherubūru) è una ragazza umana che vive in una città della Francia e sogna di diventare la più grande pasticciera d'Europa. Quando gli Sugarbunnies giungono sulla Terra fa subito amicizia con loro e da questi impara a creare ottimi dolci. Vive con la propria famiglia in una piccola casa situata sopra il negozio di famiglia.
- Rosary Cherbourg (ロサリ・シェルブール?, Rosari sherubūru) è la madre di Sophia. Il suo lavoro è quello di illustratrice ed è, inoltre, una sarta specializzata nella creazione di peluches.
- Bernard Cherbourg (ベルナール・シェルブール?, Berunāru sherubūru) è il padre di Sophia. Scrive fiabe per bambini e gestisce un negozio dove vende libri e peluches.
- Mireille Darie (ミレーユ・ダリエ?, Mirēyu darie) è la migliore amica di Sophia e indossa gli occhiali. Si trasferisce a Parigi con la sua famiglia.
- Francoise Dupont (フランソワーズ・デュポーン?, Furansowāzu deyupōn) è un'amica di Sophia e condivide il suo stesso sogno. Ha un San Bernardo di nome Catherine a cui piacciono i fiocchi e i peluches. Francoise ha un debole per Pierre Jeunet.
- Pierre Jeunet (ピエール・ジュネ?, Piēru june) è un compagno di scuola di Sophia, aiuta i genitori servendo i clienti. La sua passione è il ciclismo e sogna di partecipare al Tour de France.
- Paul Jeunet è il papà di Pierre e gestisce con la moglie il bar Chez Jeunet aperto da suo padre. Quando studiava a Parigi era ritenuto uno dei migliori chef in circolazione.
- Maroune De Jean (マルーヌ・デブシャン?, Marūne Debushan) è un compagno di scuola di Sophia. Nella seconda serie decide di abbandonare la carriera di pasticcere per diventare uno chef.
- Charlotte Ferrer (シャルロット・フェレール?, Sharurotto ferēru) è una bambina che sogna di esibirsi sul palcoscenico come ballerina accompagnata dalla musica dei suoi genitori musicisti. La madre è una violinista e il padre suona il pianoforte.
- Dilla Derveau (ディーヤ・デルヴォー?, Diya Deruvō) è il maggiordomo di Francoise e in passato ha salvato le Regine da un bracconiere.
- Monsieur Noir è l'autista dello scuolabus.
- Jean Vigot (ジャン・ビゴット?, Jan Bigotto) è un amico di Paul Jeunet e si è affermato nell'arte della pasticceria.
- Emil Pontillon ha vinto tutte le edizioni della gara dei pasticceri dalla prima elementare in poi. Il suo idolo è Jean Vigot.
- Nicola Derveau (ニコラ・デルヴォ?, Nikora Deruvō) è il nipote di Dilla e vive in Belgio. Compare nella seconda serie e vuole diventare un artigiano specializzato in dolci al cioccolato.
- Anies Moa (アニエス・モネ?, Anies Moa) è un'insegnante delle elementari. Compare nella terza serie.
- Lady Eimet (リディ・エーメ?, Ridi Eeme) è una nuova compagna di scuola di Sophia. Compare nella terza serie.

## Lista Episodi

### Prima serie
| Nº | Titolo italiano Giapponese 「Kanji」 - Rōmaji                                                  | In onda           | In onda |
| Nº | Titolo italiano Giapponese 「Kanji」 - Rōmaji                                                  | Giapponese        |         |
| 1  | Partenza da Bunnies Field 「バニーズフィールドからの旅立ち」 - Bunnies field kara no tabidachi | 3 aprile 2007     |         |
| 2  | L'incontro di Sophia 「ソフィアとの出会い」 - Sophia to no deai                                | 10 aprile 2007    |         |
| 3  | Noi siamo gli Sugar Bunnies 「ぼくたちシュガーバニーズだよ」 - Bokutachi Sugar Bunnies dayo    | 17 aprile 2007    |         |
| 4  | Il sogno di Charlotte 「シャルロットの夢」 - Charlotte no yume                                 | 24 aprile 2007    |         |
| 5  | Catherine e Pesca 「カトリーヌとももうさ」 - Catherine to Momo Usa                             | 1º maggio 2007    |         |
| 6  | I dolci della mamma 「ママのスイーツ」 - Mama no sweets                                        | 8 maggio 2007     |         |
| 7  | La gara dei pasticceri 「パティシエ選手権への道」 - Pâtissier senshuken he no michi            | 15 maggio 2007    |         |
| 8  | Pierre, il barista 「バリスタ！ピエール」 - Barista! Pierre                                    | 22 maggio 2007    |         |
| 9  | La torta di mele di Francoise 「フランソワーズのタルトタタン」 - Françoise no tarte tatin      | 29 maggio 2007    |         |
| 10 | Un papà e una mamma sognatori 「夢のあるパパとママ」 - Yume no aru papa to mama                | 5 giugno 2007     |         |
| 11 | La risoluzione di Maroune 「マルーヌの決意」 - Marouane no ketsui                              | 12 giugno 2007    |         |
| 12 | Ho trovato il mio sogno 「見つけた夢」 - Mitsuketa yume                                        | 19 giugno 2007    |         |
| 13 | Il compleanno di Catherine 「カトリーヌのバースデー」 - Catherine no birthday                  | 26 giugno 2007    |         |
| 14 | Un meraviglioso invio 「ステキな届け物」 - Suteki na todokemono                                | 3 luglio 2007     |         |
| 15 | Il risultato della gara dei pasticceri 「スイーツに願いを込めて」 - Sweets ni negai wo komete  | 10 luglio 2007    |         |
| 16 | L'entrata in scena del rivale 「ライバル登場」 - Rival toujou                                  | 17 luglio 2007    |         |
| 17 | L'inizio della gara da batticuore 「ドキドキ本戦開始!」 - Dokidoki honsen kaishi               | 24 luglio 2007    |         |
| 18 | E la vittoria va... 「優勝者は...」 - Yuushousha wa...                                         | 31 luglio 2007    |         |
| 19 | Ciò che è importante 「大切なもの?」 - Taisetsu na mono?                                       | 7 agosto 2007     |         |
| 20 | Andiamoli a cercare 「遠くへ行っちゃうの?」 - Tooku he icchauno?                               | 14 agosto 2007    |         |
| 21 | Nuovi fiori, nuove confetture 「新しい花?新しいジャム?」 - Atarashii hana? Atarashii jam?      | 21 agosto 2007    |         |
| 22 | Lo stufato di Pierre 「ピエールのシチュー」 - Pierre no stew                                   | 28 agosto 2007    |         |
| 23 | Un segreto squisito 「おいしいヒミツ」 - Oishii himitsu                                        | 4 settembre 2007  |         |
| 24 | Un picnic da batticuore 「ドキドキ☆ピクニック」 - Dokidoki☆Picnic                              | 11 settembre 2007 |         |
| 25 | I Cucchiaini delle Regine 「スプーンに映った...」 - Spoon ni utsutta...                        | 18 settembre 2007 |         |
| 26 | A presto Sugar Bunnies 「アデュー!バニーズ」 - Adieu! Bunnies                                  | 25 settembre 2007 |         |
| 27 | Per degli amici davvero importanti 「大切な友達へ...」 - Taisetsu na tomodachi he...           | [ 1 ]             |         |

### Seconda serie
| Nº | Titolo italiano Giapponese 「Kanji」 - Rōmaji                                                        | In onda           | In onda |
| Nº | Titolo italiano Giapponese 「Kanji」 - Rōmaji                                                        | Giapponese        |         |
| 1  | Vogliamo vedere Sophia! 「ソフィアに会いたい」 - Sofia ni aitai                                      | 1º aprile 2008    |         |
| 2  | Dov'è Sophia? 「ソフィアはどこ?」 - Sofia wa doko?                                                   | 8 aprile 2008     |         |
| 3  | La preparazione della festa 「パーティの準備」 - Parti no junbi                                      | 15 aprile 2008    |         |
| 4  | Festa a sorpresa 「サプライズパーティ」 - Sapuraizu Parti                                            | 22 aprile 2008    |         |
| 5  | Lezioni di danza con Charlotte 「シャルロットのバレエ」 - Sharurotto no barei                        | 29 aprile 2008    |         |
| 6  | Signorina lavoratrice 「働くお嬢さま」 - Hatara ojousama                                             | 6 maggio 2008     |         |
| 7  | Da che parte è la scuola di Sophia? 「ソフィアの学校はどっち?」 - Sofia no gakkou wa docchi?         | 13 maggio 2008    |         |
| 8  | Le preoccupazioni di Marouane 「悩めるマルーヌ」 - Nayameru Maruunu                                  | 20 maggio 2008    |         |
| 9  | I due sogni di Pierre 「ピエールのふたつの夢」 - Pieru no futatsu no yume                            | 27 maggio 2008    |         |
| 10 | Il manifesto del Campionato Patissier 「パティシエ選手権のポスター」 - Patishie senshuken no posutar | 3 giugno 2008     |         |
| 11 | Arriva Nicolas! 「ニコラが来る!」 - Nikora ga kuru!                                                  | 10 giugno 2008    |         |
| 12 | Pic-nic con batticuore 「ときめき♥ピクニック」 - Tokimeki♥Pikunikku                                  | 17 giugno 2008    |         |
| 13 | I doni della natura 「自然のおくりもの」 - Shizen no okurimono                                       | 24 giugno 2008    |         |
| 14 | Con quale dessert parteciperà Sophia? 「ソフィアのスイーツは?」 - Sofia no suiitsu wa?               | 1º luglio 2008    |         |
| 15 | Aspettando l'esito 「結果を待ちながら」 - Kekka wo machi nagara                                      | 8 luglio 2008     |         |
| 16 | Dolce cioccolato 「甘いチョコレート」 - Amai Chokoreito                                              | 15 luglio 2008    |         |
| 17 | Sophia è in difficoltà! 「ソフィア、絶体絶命!」 - Sofia, zettai zetsumei!                            | 22 luglio 2008    |         |
| 18 | Su e giù per Parigi! 「パリで探そう!」 - Pari de sagasou!                                            | 29 luglio 2008    |         |
| 19 | Annuncio! Il primo premio va a... 「発表、結果は...」 - Happyou, kekka wa...                         | 5 agosto 2008     |         |
| 20 | Le regine e Deeya 「女王様とディーヤ」 - Joousama to Diiya                                           | 12 agosto 2008    |         |
| 21 | Non vogliamo separarci 「お別れなんてイヤッ!!」 - Owakarenante iyaa!!                                | 19 agosto 2008    |         |
| 22 | I due Sugarbunnies ribelli 「残っていたバニーズ」 - Nokotteita baniizu                               | 26 agosto 2008    |         |
| 23 | Davvero volete tornare?! 「帰りたい?帰れない?」 - Kaeritai? Kaerenai?                                | 2 settembre 2008  |         |
| 24 | Grandi manovre per la riconciliazione?! 「仲直り大作戦!?」 - Nakanaori daisakusen!?                  | 9 settembre 2008  |         |
| 25 | Chocolat! Una fontana da sogno! 「夢のチョコファウンテン」 - Yume no Choko Faunten                   | 16 settembre 2008 |         |
| 26 | Carichi di ricordi! 「思い出がいっぱい!」 - Omoide ga ippai!                                         | 23 settembre 2008 |         |
| 27 | Regali per Sophia 「ソフィアへのお祝いの品」 - Sofia he no oiwai no shina                            | [ 1 ]             |         |

### Terza serie
| Nº | Giapponese 「Kanji」 - Rōmaji                            | In onda           | In onda |
| Nº | Giapponese 「Kanji」 - Rōmaji                            | Giapponese        |         |
| 1  | 「ヴェイユさんのお庭」 - veiyu san no oniwa              | 7 aprile 2009     |         |
| 2  | 「カギを探せ!」 - kagi wo sagase!                        | 14 aprile 2009    |         |
| 3  | 「ステキなお庭をもう一度」 - sutekina niwa wo mou ichido | 21 aprile 2009    |         |
| 4  | 「みんなバラバラ」 - minna barabara                      | 28 aprile 2009    |         |
| 5  | 「のんびり、じっくり」 - nonbiri, jikkuri                | 5 maggio 2009     |         |
| 6  | 「お庭のいばりん坊」 - oniwa noibarin bou                | 12 maggio 2009    |         |
| 7  | 「オバケが出た!?」 - obake ga deta!?                     | 19 maggio 2009    |         |
| 8  | 「心を込めたプレゼント」 - kokoro wokometa purezento     | 26 maggio 2009    |         |
| 9  | 「アルプスの呼び声」 - arupusu no yobigoe                | 2 giugno 2009     |         |
| 10 | 「花じいさん」 - hana jiisan                             | 9 giugno 2009     |         |
| 11 | 「リディの苦手なもの」 - ridi no nigatena mono           | 16 giugno 2009    |         |
| 12 | 「眠れるプチラパン」 - nemure ru puchirapan              | 23 giugno 2009    |         |
| 13 | 「さよならアルプス」 - sayonara arupusu                  | 30 giugno 2009    |         |
| 14 | 「おしゃれなパリジェンヌ」 - osharena parijiennu         | 7 luglio 2009     |         |
| 15 | 「走れシャルロット!」 - hashire sharurotto!              | 14 luglio 2009    |         |
| 16 | 「お花は大切に!」 - ohana ha taisetsu ni!                | 21 luglio 2009    |         |
| 17 | 「お花はどこへ?」 - o hana hadokohe?                     | 28 luglio 2009    |         |
| 18 | 「特別な種」 - tokubetsu na tane                         | 4 agosto 2009     |         |
| 19 | 「デート!デート!!」 - deito! deito!!                     | 11 agosto 2009    |         |
| 20 | 「森のたんけんたい」 - mori notankentai                  | 18 agosto 2009    |         |
| 21 | 「ふたりはひとり?」 - futari ha hitori?                  | 25 agosto 2009    |         |
| 22 | 「マルーヌの庭で」 - maruunu no niwa de                  | 1º settembre 2009 |         |
| 23 | 「みんなでお願い」 - minna de onegai                     | 8 settembre 2009  |         |
| 24 | 「嵐が来た!」 - arashi ga kita!                          | 15 settembre 2009 |         |
| 25 | 「みんなあつまれ!」 - minna atsumare!                    | 22 settembre 2009 |         |
| 26 | 「バニーズの願い」 - baniizu no negai                    | 29 settembre 2009 |         |
| 27 | 「女王さまのお仕事」 - joousama no shigoto               | [ 1 ]             |         |

## La gara dei pasticceri
È un evento che si tiene annualmente a Parigi per designare il miglior pasticcere della Francia. La gara è riservata ai bambini che frequentano le elementari e per partecipare bisogna spedire un dolce di propria creazione disegnato su carta che esprima cosa si vuole diventare da grandi. Solo 50 bambini passano la prima selezione ricevendo a casa una lettera in cui viene notificato luogo e data dell'evento. Durante la gara i partecipanti devono realizzare in 3 ore il dolce che hanno disegnato rispettandone la forma e i dettagli, una volta scaduto il tempo i giudici dovranno decidere i 10 finalisti. Nell'ultima fase i giudici assaggiano i dolci e decretano il vincitore.